# Пичукалько
Пичукалько (исп. Pichucalco) — город в Мексике, штат Чьяпас, входит в состав одноимённого муниципалитета и является его административным центром. Численность населения, по данным переписи 2020 года, составила 15 244 человека.

## Общие сведения
Название Pichucalco с языка науатль можно перевести как — место обитания кабанов.
Поселение Санто-Доминго-Пичукалько было основано в 1660 году для евангелизации и ассимиляции племён народов соке и чонтали. Из-за этого много людей мигрировали в город Уимангильо, но через некоторое время начали возвращаться, возродив поселение под названием Пуэбло-Нуэво-Пичукалько к 1716 году.
26 октября 1833 года поселение получает статус вильи, и переименовывается в Вилья-Пичукалько.
30 ноября 1912 года губернатор Флавио Гильен присвоил Пичукалько статус города, а 23 декабря 1972 года губернатор Мануэль Веласко Суарес повторно присвоил ему статус города.